# Az évszázad bűnesete (A Lindbergh bébi elrablása)
Az évszázad bűnesete 1996-ban bemutatott amerikai HBO-tévéfilm, amelyet Mark Rydell rendezett. A film az 1932-es Lindbergh-emberrablást mutatja be dramatizált módon. A főbb szerepekben Stephen Rea és Isabella Rossellini látható.

## Szereplők
- Stephen Rea – Bruno Hauptman
- Isabella Rossellini – Anna Hauptman
- J.T. Walsh – Norman Schwarzkopf Sr. ezredes
- Michael Moriarty – Harold Hoffman, New Jersey kormányzója
- Allen Garfield – James Finn hadnagy
- John Harkins – Edward Reilly
- Barry Primus – Ellis Parker
- David Paymer – David Wilentz
- Bert Remsen – Dr. John Condon
- Scott N. Stevens – Charles Lindbergh ezredes

## Díjak
A film öt Golden Globe-jelölést kapott. A 49. Primetime Emmy-gálán jelölték kiemelkedő szereposztás, legjobb rendezés, legjobb vágás (egykamerás produkció) és legjobb forgatókönyv kategóriákban.

## Fordítás
Ez a szócikk részben vagy egészben  a   Crime of the Century (1996 film) című angol Wikipédia-szócikk ezen változatának fordításán alapul.  Az eredeti cikk szerkesztőit annak laptörténete sorolja fel. Ez a jelzés csupán a megfogalmazás eredetét és a szerzői jogokat jelzi, nem szolgál a cikkben szereplő információk forrásmegjelöléseként.